# Kon (film)
Kon (persiska: گاو, Gāv) är en iransk dramafilm från 1969, regisserad och producerad av Dariush Mehrjui. Filmen baserades på Gholamhoseyn Sa'edis berättelse med samma namn från novellsamlingen Azādārān-i Bayal från 1965.

## Handling
Filmen handlar om bonden Hassan som älskar sin ko – hon är hans ögonsten och den enda kon i byn. När Hassan är borta på ett kortare besök i staden dör kon plötsligt. Byborna diskuterar vad som ska göras och oroar sig för att Hassan inte ska kunna hantera de dåliga nyheterna. De gräver ner kon i en sinad brunn och kommer överens om att berätta för Hassan att hans ko har rymt.
När Hassan kommer tillbaka vägrar han tro på att hans ko skulle ha övergett honom och sätter sig på ett tak för att vänta på henne. Han börjar sedan långsamt anta kons personlighet, han bor i hennes bås och äter bara hö. Byborna inser att han blivit galen och försöker att ta honom till närmaste sjukhus genom att släpa honom dit. Försöket misslyckas dock och slutar med hans död.

## Medverkande
| Ezzatolah Entezami     | – Mash Hassan      |
| Mahin Shahabi          | – Mash Hassans fru |
| Ali Nassirian          | – Mash Islam       |
| Jamshid Mashayekhi     | – Abbas            |
| Firouz Behjat-Mohamadi | – Hassani          |
| Jafar Vali             | – Kadkhoda         |
| Khosrow Shojazadeh     | – pojken           |
| Ezzatollah Ramazanifar | – idioten          |
| Esmat Safavi           | – gammal kvinna    |
| Mahmoud Dowlatabadi    | – Esmail           |
| Parviz Fanizadeh       |                    |

## Produktion

### Bakgrund
Regissören Dariush Mehrjui hade under sin tid som student på UCLA inspirerats av europeiska filmskapare, bland annat inom franska nya vågen och italiensk neorealism. Han tog även inspiration från Min vän Balthazar, Det sjunde inseglet och Gatans desperados, samt sina egna resor på den iranska landsbygden. Han bestämde sig därefter för att han ville göra en film som utspelade sig i en by på landet.
Mehrjui hade under studietiden även stiftat bekantskap med psykiatrikern och författaren Gholamhoseyn Sa'edis verk. När Mehrjui återvände till Iran träffade han Saedi under det första året flera gånger. Efter färdigställandet av Mehrjuis första film förde de en diskussion där Saedi föreslog att hans novell "Gāv" ('Kon') från novellsamlingen Azādārān-i Bayal ('Bayals sörjande') skulle filmatiseras. Novellen hade tidigare satts upp som pjäs på direktsänd tv den 19 maj 1965 och fått ett positivt mottagande.
Mehrjui och Saedi arbetade på nätterna tillsammans, på Saedis klinik i Teheran, tills de efter tre veckor hade ett färdigt manus. Novellen var inte tillräckligt lång för att räcka till en långfilm, så manuset kom att använda sig av karaktärer och situationer från flera delar av novellsamlingen och inte bara från "Gāv".

### Inspelning

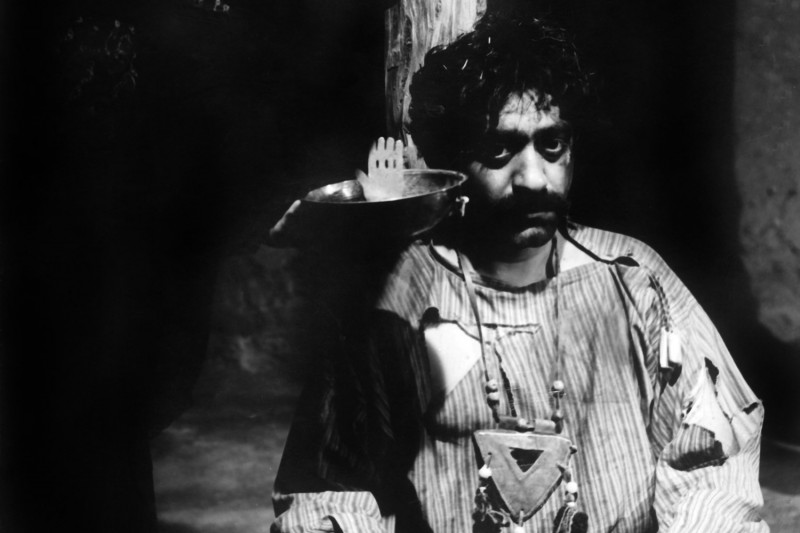
Ezzatollah Entezami i rollen som Mash Hassan.

Kulturminister Mehrdad Pahlbod godkände Mehrjuis och Saedis filmidé, och Ministeriet för kultur och konst bidrog med material och ekonomiska medel. Kon var ett av de första statligt finansierade filmprojekten i Iran. Efter mycket letande valdes en by nära Qazvin, längs med vägen mot Rasht, till inspelningsplats. Tjänstemän från ministeriet menade dock att byn var för nedgången, och filmteamet tvingades därför bygga några nyare kulisser samt vitkalka byn innan filmningen så den såg mindre förfallen ut.
Mehrjui valde att arbeta med samma grupp professionella teaterskådespelare som hade spelat i tv-pjäsen, bland annat Ezzatollah Entezami, Ali Nassirian och Jafar Vali; detta var dock första gången flera av dem varit med i en film. Teaterskådespelarna i huvudrollerna blandades också med bybor som mer eller mindre spelade sig själva.
Inspelningen påbörjades under våren 1968 och avslutades på hösten samma år, medan klippningen av filmen tog två månader och var klar i mars 1969. Filmens totala kostnad var cirka 400 000 tomaner.

## Distribution och mottagande

### Lansering
Den första visningen av Kon ägde rum på Ministeriet för kultur och konst i mars 1969, då flera författare, poeter, filmskapare och kritiker fanns bland de inbjudna gästerna. Trots mestadels positiva reaktioner försenades filmens premiär på grund av censurproblem. Shahens propaganda lade stor vikt vid moderniseringen av landsbygden, och filmens skildring av den fattiga iranska landsbygden ansågs strida mot "den officiella bilden av Iran som en modern nation." Kon var förbjuden att visas i över ett år innan Reza Ghotbi, chef för den nationella televisionen, såg filmen och tillät en visning på kulturfestivalen i Shiraz.

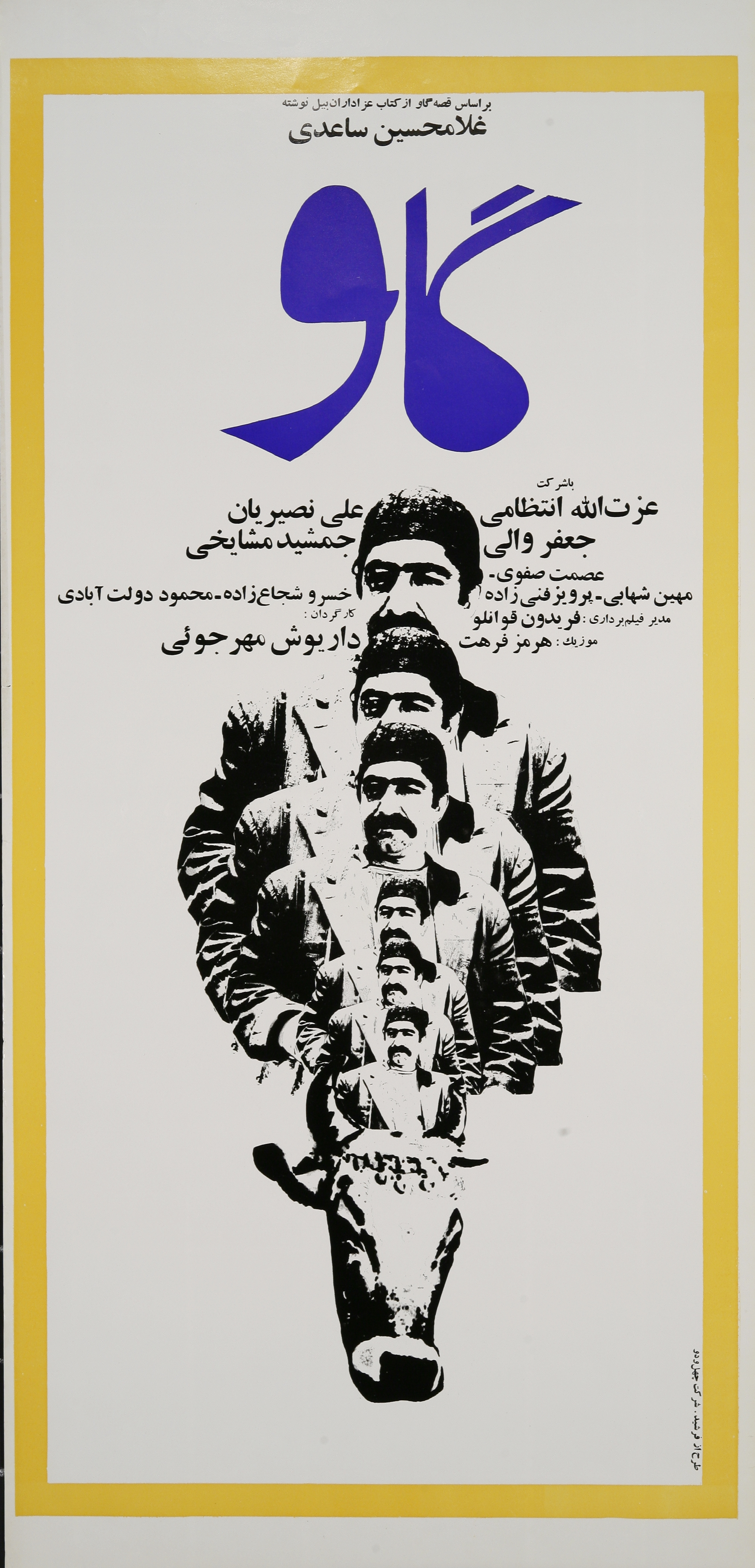
Filmaffisch av Farshid Mesghali.

Samtidigt smugglade en fransk vän till Mehrjui i hemlighet ut en kopia från Iran och tog med den till Frankrike. Kopian hamnade sedan hos Pierre-Henri Deleau, chef för Quinzaine des réalisateurs vid filmfestivalen i Cannes som valde att visa Kon i maj 1971. På filmfestivalen i Venedig 1971 visades filmen utan undertexter; Dariush Mehrjui var inbjuden och simultantolkade dialogen till engelska under visningen.
Därefter blev filmen utvald att visas på ett flertal andra filmfestivaler, inklusive i London, Chicago, Los Angeles och Berlin. I Iran gav Ministeriet för kultur och konst med sig efter de internationella framgångarna. Filmen släpptes, dock först efter att en text lagts till i början där det stod att handlingen utspelade sig 40 år tidigare.

### Mottagande
Kon blev mycket omtyckt av både kritiker och publik efter premiären i Iran, vilket resulterade i höga intäkter från biljettförsäljning. Den valdes två gånger i omröstningar av filmkritiker ut som den bästa persiska filmen genom tiderna (1972 och 1988). Filmen blev också en av de första iranska filmerna att få internationell uppskattning.
Kon vann pris för bästa manus vid den andra iranska nationella filmfestivalen i Sepas 1970. Filmen vann också FIPRESCI-priset vid filmfestivalen i Venedig 1971. Vid filmfestivalen i Chicago samma år vann Ezzatolah Entezami pris för bästa huvudroll.

### Betydelse
Kon anses, ofta tillsammans med Masoud Kimiais Gheisar, vara den första filmen i den iranska nya vågen.
Filmens lager av religion och vänsterpolitik gjorde att den hamnade i rampljuset igen 1981, när ayatollah Khomeini såg filmen och sedan i ett uttalande lade fram den som exempel på "bra film". Khomeini omnämnde filmen som en kontrast till de många "korrumperande filmerna" från Pahlavi-eran. Detta uttalande bidrog till att det postrevolutionära styret accepterade filmen som ett legitimt kulturuttryck, om än under strikta ideologiska och religiösa riktlinjer, och att filmskapare från den nya vågen tilläts fortsätta arbeta i Iran.

## Bevarande
Filmen restaurerades digitalt och färgsattes 2014 av Pishgamane Cinemaye Aria. Detta gjordes med finansiering från Irans nationella filmarkiv.